# Annelies Laschitza

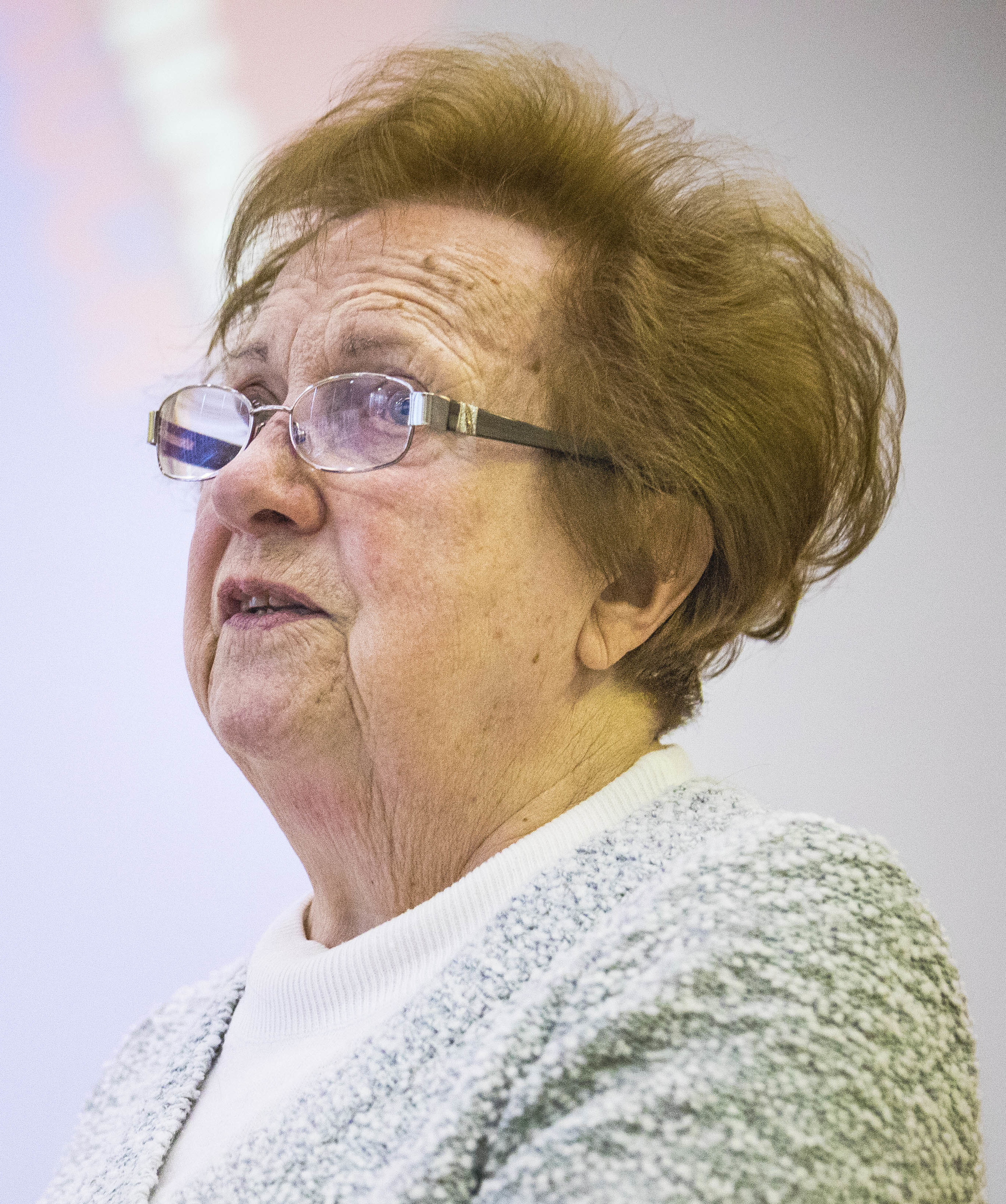
Annelies Laschitza, 2018

Annelies Laschitza (* 6. Februar 1934 in Leipzig; † 10. Dezember 2018 in Berlin) war eine deutsche Historikerin, die von 1951 bis 1990 am Institut für Marxismus-Leninismus beim Zentralkomitee der SED in Ost-Berlin tätig war.

## Leben
1954 legte Annelies Wegert ihre Reifeprüfung an der Arbeiter-und-Bauern-Fakultät in Leipzig ab. Von 1954 bis 1958 studierte sie Geschichte an der Karl-Marx Universität Leipzig. Von 1950 bis 1971 war sie Mitarbeiterin und später Sektorenleiterin in der Abteilung Geschichte der deutschen Arbeiterbewegung bis 1945 am Institut für Marxismus-Leninismus beim Zentralkomitee der SED (IML) in Ost-Berlin. 1966 erfolgte die Promotion A am Institut für Gesellschaftswissenschaften beim ZK der SED mit dem Thema „Der Kampf der deutschen Linken für die demokratische Republik und die Anwendung des politischen Massenstreiks. Zur Entwicklung der deutschen Linken als politisch-ökonomische Strömung in der deutschen Sozialdemokratie (1909/1910)“. Von 1971 bis 1990 war Laschitza ordentliche Professorin und Forschungsbereichsleiterin am IML. Im Jahr 1982 erfolgte die Promotion B. Von 1983 bis 1990 war sie Redaktionsmitglied der Zeitschrift Beiträge zur Geschichte der Arbeiterbewegung.
Laschitza konzentrierte sich auf die deutsche Arbeiterbewegung vom Ausgang des 19. Jahrhunderts bis 1918. Sie wirkte mit an den Gesammelten Werken Rosa Luxemburgs, wobei sie unter anderem auch Karl Liebknechts Witwe Sophie Liebknecht (1884–1964) als Zeitzeugin befragen konnte. Im 4. Band der Werkausgabe erschien zum ersten Mal der Text Die russische Revolution, ein Fragment aus dem Jahre 1918, das wegen kritischer Passagen Luxemburgs zur Oktoberrevolution bis dahin in der DDR nicht erscheinen durfte. Sie war Beraterin des Luxemburg-Films von Margarethe von Trotta, der 1986 große Aufmerksamkeit erregte und im November 1986 auch in der DDR aufgeführt wurde.
Von 1972 bis 1990 war sie Vizepräsidentin der Historiker-Gesellschaft der DDR. Sie leitete das Autorenkollektiv für den ersten Band der Geschichte der Sozialistischen Einheitspartei Deutschlands, der 1988 im Dietz-Verlag erschien.
1991/92 lehrte Laschitza zeitweise an der Universität Bremen. Nach ihrer Emeritierung blieb sie wissenschaftlich aktiv und arbeitete an Ergänzungsbänden zur Luxemburg-Ausgabe – mit Texten, die entweder in der DDR nicht erscheinen konnten oder erst in Archiven aufgefunden bzw. aus dem Polnischen übersetzt wurden. Im Jahr 2017 erschien Band 7 der Gesammelten Werke von Luxemburg im Berliner Karl Dietz Verlag.

## Ehrung in der DDR
- Vaterländischer Verdienstorden in Silber, 1966[3]

## Publikationen
Monographien
- Im Lebensrausch, trotz alledem. Rosa Luxemburg. Eine Biographie, Berlin 1996.
- Die Liebknechts: Karl und Sophie; Politik und Familie, Aufbau-Taschenbuch-Verlag, Berlin 2009, ISBN 978-3-7466-2491-4. (1. Auflage 2007)

Aufsätze
- „Meine liebste Berta!“ Eine unbekannte Postkarte von Rosa Luxemburg an Berta Thalheimer. In: Ursula Becker, Heiner M. Becker, Jaap Kloosterman (Redaktion): Kein Nachruf! Beiträge über und für Götz Langkau. IISG, Amsterdam 2003, S. 117–121.
- Rosa Luxemburg, Karl und Sophie Liebknecht: Einblicke in eine entstehende neue Liebknecht-Biographie. In: Rainer Holze, Eckhard Müller (Hrsg.): Mensch sein, das heißt ... Rosa Luxemburg und ihre Freunde in Geschichte und Gegenwart. Internationales Kolloquium anlässlich des 70. Geburtstages von Prof. Dr. Annelies Laschitza (= Pankower Vorträge Heft 69/1). Helle Panke e.V., Berlin 2004.
- Rosa Luxemburg und Karl Liebknecht im Kampf gegen den drohenden Krieg 1911 bis 1913. In: Jahrbuch für Forschungen zur Geschichte der Arbeiterbewegung, Heft II/2014.